# Scopula scotica
Scopula scotica är en fjärilsart som beskrevs av Edward Alfred Cockayne 1951. Scopula scotica ingår i släktet Scopula och familjen mätare. Inga underarter finns listade.